# Max Donisch
George Karl Franz Max Donisch (* 17. Juli 1881 in Graudenz; † 1. Februar 1941 in Berlin) war ein deutscher Komponist und Musikschriftsteller.

## Leben

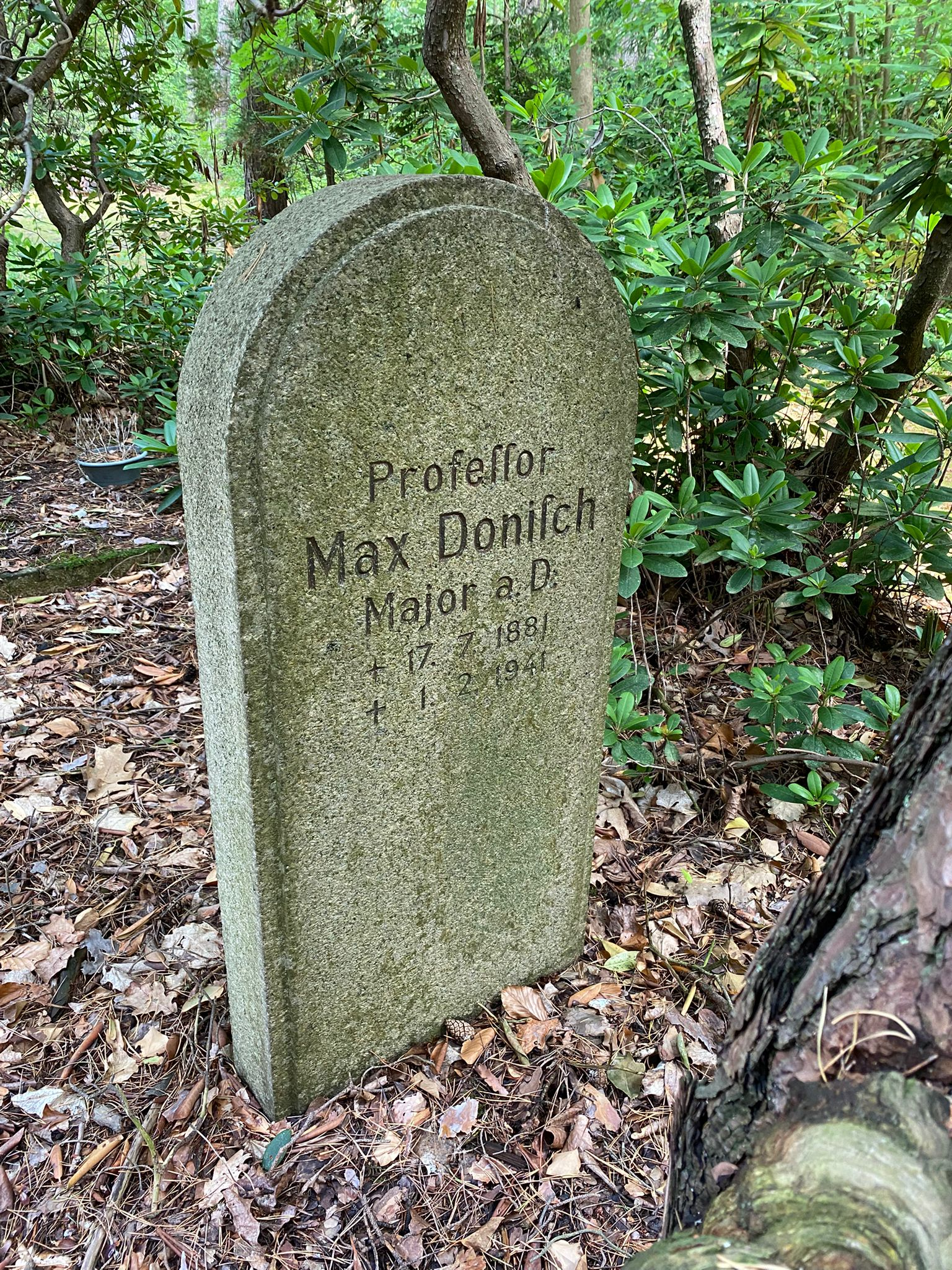
Grabstätte auf dem Südwestkirchhof Stahnsdorf

Nach Besuch eines humanistischen Gymnasiums in Berlin begann er 1900 eine militärische Laufbahn im 3. Thüringischen Infanterieregiment Nr. 71. Von 1914 bis 1918 nahm er als Bataillons- und Regimentskommandeur zuletzt im Rang eines Majors am Ersten Weltkrieg teil. Nachdem er nebenher schon 1900 bei Florián Zajíc und 1908/09 bei Philipp Scharwenka, Hugo Riemann und Hugo Kaun Musik studiert hatte, wurde er ab 1919 in Berlin als Komponist und Musikschriftsteller wirksam. Er komponierte Kammermusik, Orchester- und Chorwerke, Lieder sowie eine komische Oper. Ferner verfasste er musikpolitische Artikel im „Tag“ („im Kampf gegen die Musikpolitik des marxistischen Systems“) und in anderen Zeitungen und Zeitschriften. 1919 wurde er Mitglied der Deutschvölkischen Freiheitspartei, dann im Nordischen Ring und zum 1. Dezember 1930 trat er der NSDAP bei (Mitgliedsnummer 410.631). Auf Veranlassung der Reichsrundfunkgesellschaft wurde er 1933 als Leiter der Musikabteilung des Deutschlandsenders (in Nachfolge von Prof. Hans Mersmann) eingesetzt. 1934 wurde er Mitglied des Führerrates des Berufsstandes der Komponisten. Außerdem betätigte er sich als Schriftführer des Allgemeinen deutschen Musikvereins und als Mitglied des Bundes deutscher Musikpädagogen. Er war verheiratet mit Luise Freiin von Müffling.
Donisch erhielt 1937 durch Adolf Hitler den Titel Professor.
1941 erlag er in einer Klinik in Schöneberg einem Magengeschwür. Seine letzte Ruhestätte befindet sich auf dem Südwestkirchhof Stahnsdorf.

## Werke
- Nordisches Capriccio (1914)
- Soleidas bunter Vogel, Komische Oper in einem Akt, Text von Curt Böhmer nach einem Märchen aus 1001 Nacht (1922, Uraufführung 1927 in Rostock)
- Das Gleichnis, lyrische Kantate, nach Dichtung von Alfred Holst (1933)
- 5 Lieder zu Gedichten von Minna Bachem-Sieger (1934)
- Streichquartett A-Moll (1938)
- Traumverkündung, Text von Rudolf G. Binding (Musikdruck / s. a.)
- Nachklang (Musikdruck / s. a.)